# Одоевский, Роман Иванович
Рома́н Ива́нович Одо́евский (ум. 1552) — князь, наместник и воевода, боярин, член Боярской думы.
Младший сын князя Ивана Семёновича Одоевского.

## Служба у Василия III
Также, как и его отец служил Великому князю Московскому Василию III. Впервые упоминается в летописи в 1512 году, когда вместе с другими князьями участвует в отражении набега татар, руководимых Ширинскими князьями, на Козельск. Последующая его служба:
- 1521 — участник отражения набега крымских татар
- 1527 — воевода в Туле
- 1528 — наместник в Рязани
- 1530 — на южных рубежах
- 1531 — в Козельске и Одоеве
- 1532 — воевода в Туле

## Служба у Ивана Грозного
- 1533 — пожалован в бояре и члены Боярской думы, отправлен наместником в Белёв
- 1534 — в Коломне
- 1535 — переведен в Брянск, в числе других воевод побеждает у Оки крымских татар, пришедших на рязанские места (август 1535).
- 1536 — участие в походе князя Оболенского-Телепнева против князя Андрея Васильевича Старицкого. Послан Еленой Глинской против князя Андрея Ивановича, дяди Ивана Грозного.
- 1537 — во Владимире и Муроме
- 1538 — у Колычевского острога
- 1539 — воевода в Одоеве
- 1541 — воевода в Калуге и Белёве, воевода на Угре, однако при нашествии хана Саип-Гирея на Московские области, при сборе всех войск на Оке, его не было на назначенном месте.
- 1549 — шведский поход

Умер князь Роман в 1552 году.

## Семья
Дети:
- Роман Романович (?)
- Никита (ум. 1573)
- Евдокия (ум. 1569) — жена удельного князя Владимира Андреевича Старицкого
- Анна — жена князя Бориса Ивановича Мезецкого

## Критика
В Древней Российской вивлиофике, а также в родословнике у П. В. Долгорукова, показано, что умер он в 1536 году, между тем как по указаниям летописи имеются более позднее упоминание в 1541 году.
Кроме того, князю Роману Ивановичу приписывается сын князь Роман Романович, титулуя его бояриным. Зная, что такого боярина никогда не было — но в родословнике у П. В. Долгорукова он указан сыном Романа Ивановича.